# Der Magnetiseur (E. T. A. Hoffmann)
Der Magnetiseur ist eine Erzählung von E. T. A. Hoffmann, die im Sommer 1813 im von Napoleon besetzten Dresden geschrieben wurde und im April 1814 im Band 2 der „Fantasiestücke in Callot's Manier“ erschien. In seiner Vorrede zu den „Fantasiestücken“ hebt Jean Paul diesen Text und seine „mit Kraftgestalten fortreißende Erzählung“ hervor.
Der Text erzählt vom titelgebenden Magnetiseur und Mediziner Alban, der Macht über die 16-jährige Baronesse Maria mittels mesmeristischer Hypnose ausübt.

## Form
Im vierten der sechs Kapitel (siehe unten: Überschriften unter „Handlung“) lässt sich der reisende Enthusiast (dieser Herr ist so etwas wie der Editor der „Fantasiestücke in Callot's Manier“) in die Karten schauen. Den Aufsatz „Träume sind Schäume“ und die beiden darauf folgenden Briefe hat er in den nachgelassenen Papieren des Malers Franz Bickert gefunden. Sodann hat der Enthusiast noch im Tagebuch des Malers (Kapitel 5) gestöbert. Rohrwasser nennt den reisenden Enthusiasten einen „Pionier der Erzähltechnik der Moderne“.
Siebenpfeiffer schreibt zu den Erzählerinstanzen: Während der reisende Enthusiast die Textabschnitte montiere, seien die ersten drei Kapitel aus der Feder des Malers Bickert nicht chronikalisch gemeint, sondern als Erklärungsversuche der Katastrophe im einsamen Schloss gedacht.

## Handlung
1. Träume sind Schäume
Am 9. September sitzt der alte Baron auf seinem Schloss mit seinen Kindern Ottmar und der Baronesse Maria sowie mit seinem alten Freund, dem Maler Franz Bickert, im Salon am Kamin zusammen und will den Seinen einreden: „Träume sind Schäume“. Ottmar hat sein Idol, den Arzt Alban ins Haus gebracht. Dieser hat Maria durch Traumbeeinflussung und Hypnose scheinbar von einer Krankheit geheilt. Der Baron hält von solcher „magnetischer Kur“ wenig. Er verachtet Albans Praktiken, „sein feierliches Wesen, seine mystischen Reden, seine Charlatanerien, wie er... die Ulmen, die Linden... magnetisiert, wenn er, mit ausgestreckten Armen nach Norden gerichtet, von dem Weltgeist neue Kraft in sich zieht.“ Der Baron erzählt von einem Erlebnis in seiner Jugend: Während der militärischen Ausbildung hatte ihn sein dänischer Major im Traum hypnotisiert. Auch der Maler Bickert zeigt sich dem Arzt gegenüber skeptisch, aber Ottmar ist auf der Seite Albans und Ottmar erzählt die Geschichte einer Hypnose à la Alban. Kurz bevor Ottmar seine Geschichte beendet, fällt Maria in Ohnmacht.
Kurz darauf erscheint Alban im Salon. Er stellt einen „gefahrlosen Nervenzufall“ und prognostiziert, Maria werde um Punkt sechs Uhr morgens aus ihrem „wohltätigen“ Schlafe erwachen, was exakt so auch geschieht. Rätselhaft ist auch, wie Alban zweimal die verschlossene Salontür passiert hat.
2. Mariens Brief an Adelgunde
Adelgunde ist die Schwester des Grafen Hypolit, Marias Bräutigam. Der ist in den Krieg gezogen. Der Brief offenbart das Verhältnis von Maria und Alban: Maria nennt den Arzt einen „herrlichen Mann“, der „etwas Gebietendes hat“ und nennt ihn ihren „Herr und Meister“. Maria fragt sich: „...wie wenn er [Alban] sich geheimer höllischer Mittel bediente, mich zu seiner Sklavin zu fesseln; wie wenn er dann geböte, ich solle, nur ihn in Sinn und Gedanken tragend, Hypolit lassen?“ Mit diesem Brief erfährt auch Hypolit über die Vorgänge in dem Schloss des Barons.
3. Fragment von Alban’s Brief an Theobald
Alban behandelt Maria nicht, sondern hat sie krank und hörig gemacht. Davon und von seiner Beherrschung Ottmars berichtet Alban seinem Studienfreund, dem Mediziner Theobald in einem Brief. Theobald war im ersten Kapitel der „Held“ in Ottmars Erzählung, jener Geschichte, auf deren Höhepunkt Maria das Bewusstsein verloren hatte. Theobald hatte an einem jungen Mädchen dieselbe Prozedur praktiziert, wie darauf Alban an Maria. Der Leser weiß schon aus Marias Brief, wie Theobald das „ohne ihr Wissen, wenn sie schlief“, gemacht hatte: Theobald leitete „ihre innersten Gedanken durch magnetische Mittel auf sich“. Alban schreibt herablassend, Ottmar habe sich an ihn gedrängt und sich sodann willig als Schüler unter seine Zuchtrute geschmiegt. Alban hat Maria ein noch verhängnisvolleres Schicksal bestimmt. Er habe das Mädchen in den somnambulen Zustand versetzt, der ihrer Familie als Nervenkrankheit erschienen war. Nun sei Maria sein. Eine Trennung von ihm müsse sie vernichten. Alban bekundet seinen Willen. Falls Hypolit aus der Schlacht zurückkehrt, wird er sein Opfer Maria nicht hergeben.
4. Das einsame Schloß
Nach der Beerdigung des Malers Bickert tritt der reisende Enthusiast im menschenleeren Schloss auf und sieht die Papiere des Verstorbenen durch. Drei Jahre noch hatte Bickert in dem verödeten Gemäuer gelebt.
5. Aus Bickerts Tagebuch
In kurzen Tagebucheinträgen beschreibt Bickert eine Aneinanderreihung tragischer Tode. Hypolit, gesund aus dem Krieg heimgekehrt, tritt mit der Maria vor den Altar, wo die Braut tot niedersinkt. Hypolit duelliert sich mit Ottmar, weil dieser Alban ins Schloss gebracht und die Braut „mit höllischen Künsten gemordet“ hat. Hypolit stirbt. Weiter unten im Text erfährt der Leser, Ottmar ist offenbar lebend davongekommen, denn er stirbt „den Heldentod in der Schlacht“. Der alte Baron stirbt Mitternachts am 9. September kinderlos in den Armen des Malers. Zuvor hatte der Baron in Alban seinen alten dänischen Major gesehen. Dem Magnetiseur, diesem Wiedergänger des Majors, ist die Flucht gelungen. Aber Hypolit hat Rache geschworen.
6. Billet des Herausgebers an den Justizrat Nikomedes
Neben dem Maler Bickert und dem reisenden Enthusiasten tritt in dem schmalen Text nun der Herausgeber als dritter Erzähler auf. Er bedankt sich bei einem (ebenfalls neu in die Erzählung eingeführten) Justizrat für jene Papiere, die dem Leser in den Kapiteln 1 bis 5 zugänglich gemacht wurden. Im vorletzten Satz zweifelt der Herausgeber an der Existenz des Justizrats.

## Selbstzeugnis
E. T. A. Hoffmann schreibt am 13. Juli 1813 an den Bamberger Friedrich Speyer, er beleuchte mit dem „Magnetiseur“ eine der noch dunklen Seiten des Magnetismus.

## Rezeption
- Wetzel[12] streicht den Text als „eine der gewagtesten und gelungensten Productionen unserer Litteratur“ heraus und Woltmann[13] verreißt die Erzählung.
- Details finden sich bei Steinecke.[14] Sein Fazit: Gegenüber dem Magnetiseur erscheinen beobachtende sowie handelnde Figuren als ziemlich hilflos.[15] Steinecke nennt noch die Dissertation von Gisela Köhler (Frankfurt am Main 1972).[16]
- Es gehe um die Zerstörung einer Familie und um „Gehirnwäsche“[17].
- Ohl[18] sucht 1955 in der Novelle vergebens „Einheit und Gradlinigkeit“[19].
- Josefine Nettesheim[20] hält 1967 dagegen: Das Thema „Amalgamierung von Zeitwissen und dichterischer Phantasie“ sprenge naturgemäß die Novellenform.
- In seinem E. T. A. Hoffmann-Buch widmet Safranski der Erzählung ein ganzes Kapitel[21]. Der Kampf gegen Napoleon wird herausgestellt.
- Die Gestaltung Albans zusammen mit dem dänischen Major empfindet Kaiser als gelungen.[22]
- Verschiedentlich ist von Kämpfern (Hipolyt, Ottmar) in der Schlacht die Rede. Nach Steinecke[23] könnte die Schlacht bei Dresden gemeint sein.
- Siebenpfeiffer hebt das magische Datum 9. September hervor, an dem das einleitende Gespräch am Kamin stattfindet[24], an dem der alte Baron als junger Kadett von seinem dänischen Major im Schlaf hypnotisiert wurde[25] und an dem der Baron stirbt[26].
- Siebenpfeiffer nennt Themen, auf deren Autoren unter „Forschungsliteratur“ (Kremer, Seiten 622–656) verwiesen wird.
  - Mesmerismus, diskutiert unter Zeitgenossen: Maria M. Tatar (Princeton 1978), Wolfgang Müller-Funk (Stuttgart 1985), Margarete Kohlenbach (München 1991), Juliane Forssmann (Stuttgart 1999) sowie Jürgen Barkhoff (Stuttgart 1995) und (Würzburg 2004).
  - Kampf gegen Herrscher wie Napoleon: Günter Dammann (Kronberg/Taunus 1975), Rüdiger Safranski (Stuttgart 1984), Michael Rohrwasser (Basel 1991), Odila Triebel (Köln 2003), Christian Jürgens (Heidelberg 2003)
  - Problem der Identität: Gerhard Neumann (Würzburg 1997c)
  - Phantastik: Josefine Nettesheim (Wien 1967), Kenneth B. Woodgate (Frankfurt am Main 1999)
  - Rhetorik: Nicole Fernandez Bravo (Tübingen 1995)

### Erstausgabe
- Der Magnetiseur. Eine Familienbegebenheit. S. 221–360 in: E. T. A. Hoffmann: Fantasiestücke in Callot's Manier. Blätter aus dem Tagebuche eines reisenden Enthusiasten. Mit einer Vorrede von Jean Paul. Zweyter Band. 360 Seiten. Neues Leseinstitut von C. F. Kunz, Bamberg 1814[27]

### Verwendete Ausgabe
- E. T. A. Hoffmann: Der Magnetiseur. Eine Familienbegebenheit. S. 178–225 in: Hartmut Steinecke (Hrsg.): E. T. A. Hoffmann: Fantasiestücke in Callot's Manier. Werke 1814. Deutscher Klassiker Verlag im Taschenbuch. Bd. 14. Frankfurt am Main 2006, ISBN 978-3-618-68014-7 (entspricht: Bd. 2/1 in: Hartmut Steinecke (Hrsg.): „E. T. A. Hoffmann: Sämtliche Werke in sieben Bänden“, Frankfurt am Main 1993)

### Sekundärliteratur
- Rüdiger Safranski: E. T. A. Hoffmann. Das Leben eines skeptischen Phantasten. 2. Auflage. Fischer-Taschenbuch-Verlag, Frankfurt am Main 2001 (1. Aufl. 1984), ISBN 3-596-14301-2.
- Gerhard R. Kaiser: E. T. A. Hoffmann. Metzler, Stuttgart 1988, ISBN 3-476-10243-2. (Sammlung Metzler; 243; Realien zur Literatur)
- Gerhard Schulz: Die deutsche Literatur zwischen Französischer Revolution und Restauration. Teil 2. Das Zeitalter der Napoleonischen Kriege und der Restauration: 1806–1830. C. H. Beck, München 1989, ISBN 3-406-09399-X.
- Hania Siebenpfeiffer: Der Magnetiseur. S. 108–113 in: Detlef Kremer (Hrsg.): E. T. A. Hoffmann. Leben – Werk – Wirkung. Walter de Gruyter, Berlin 2009, ISBN 978-3-11-018382-5.